# Calosoma moniliatum
Calosoma moniliatum är en skalbaggsart som beskrevs av Leconte 1851. Calosoma moniliatum ingår i släktet Calosoma och familjen jordlöpare. Inga underarter finns listade i Catalogue of Life.